# 15型フリゲート
15型フリゲート（15がたフリゲート、Type 15 frigate）はイギリス海軍のフリゲートの艦級。第二次世界大戦時に建造された戦時急造型駆逐艦を元に、高速対潜艦として改装したものである。

## 来歴
イギリス海軍は大西洋の戦いで莫大な出血を強いられたものの、1945年までに、浮上ないし露頂した潜水艦は、もはや重大な脅威ではなくなっていた。しかし1943年ごろより、ドイツ海軍が新世代の水中高速潜の建造を進めているという情報がもたらされはじめていた。UボートXXI型は潜航状態で15～18ノットという高速を発揮でき、ヴァルター機関搭載艦であれば26ノットの発揮すら可能であった。これに対し、「大戦中のイギリスで最も成功した護衛艦」と評されるブラックスワン級スループですら最大速力20ノット弱であり、このような水中高速潜に対しては対処困難と考えられた。これに対し、1943年中盤より新型フリゲートの検討が開始されており、これは後に12型（ホイットビィ級）として結実することになる。
1949年の時点で、有事にはフリゲート182隻（対潜艦107隻、防空艦59隻、ピケット艦16隻）が必要と見積もられていた。これは、1947年時点の護衛艦552隻という見積もりに比べれば減少したとはいえ、依然としてかなりの隻数であり、全てを新造艦で賄うのは困難であった。当時、ベルリン封鎖などを通じて冷戦構造が顕在化しつつあり、ソ連に対する備えの必要性が叫ばれていたが、ソ連海軍はズールー型やウィスキー型など、UボートXXI型に範をとった水中高速潜の配備を進めていたことから、新型対潜艦には高い優先度が与えられた。しかし対潜艦に求められる大出力主機の開発が遅延したことから、12型の建造は、当初予定の1945年度計画では実現せず、先送りされていた。
一方、第二次世界大戦中には14次に渡る戦時急造計画駆逐艦が建造されたこともあり、戦争終結時にイギリス海軍が保有する駆逐艦は245隻に及んでいた。1947年春の決定に基づき、大戦前に建造された艦は速やかに退役する一方、残余の艦は、上記の膨大な所要を補う暫定策として、護衛艦に改装されることとなった。このうち、対潜フリゲートの1等艦としての改装にあたるのが本級である。
1947年、まず「ロケット」「リレントレス」の改装のための幕僚要求事項（TSD 2012/47）が作成された。1949年3月、T級以前の艦を対象とした「ロケット」の改装案が海軍本部委員会に提示された。

## 設計
改装は上部構造物・船体・機関・装備のあらゆる部分に及んだ。艦内容積確保のため、船首楼は著しく延長され、長船首楼船型となったほか、上部構造物も艦体幅いっぱいまで拡幅されている。船首楼甲板に打ち上げる青波を考慮して上部構造物前面にはカーブが付されたほか、荒天下でも25ノットの速力を維持できるよう、船首部を強化して堪航性を向上させている。主船体については、主横隔壁は変更されなかったものの、その他の横隔壁は全て換装された。また上部構造物を含めてアルミニウム合金が全体に導入された。
従来のイギリス駆逐艦は開放型艦橋を好む傾向が強かったのに対し、クロスロード作戦で得られた知見に基づき、放射性物質防護のため上部構造物は完全にエンクローズされ、上部構造物自体も2層の低いものとなった。ただし低く密閉された艦橋は操艦面で不都合があり、一部の艦では1層高めた艦橋構造物を採用した。密閉状態で戦闘を継続できるよう、艦橋には周囲視察用のペリスコープやバブルウィンドウが設けられている。
「トラウブリッジ」、「アルスター」および「ゼスト」は、リアンダー級以降のフリゲートすべてに採用される新しい設計の艦橋を備えていた。この艦橋は艦首尾線に対し角度の付いた側壁と外下方に傾いた窓を持ち、全周にわたる良好な視界を提供するとともに、夜間における内部の灯火の反射を防ぐものであった。なお平時には多くの艦が練習艦として使用されたが、その場合は艦橋構造物上の40 mm機銃は撤去され、湾曲した前面を持つ既存の艦橋の上に大きな露天艦橋が設けられた。
ボイラーと主機は換装されなかったが、この機会に全体にオーバーホールされた。出力155キロワットの蒸気タービン主発電機2基も維持されたが、出力50キロワットのディーゼル発電機のうち、第1ボイラー室に設置されていたものは撤去され、150キロワットのディーゼル発電機2基が設置され、電子機器の増設に伴う電力需要激増に対応した。なお艦内区画の変更に伴って重油搭載量は615トンから476トンに減少し、航続距離も短縮している。

## 装備

### センサー
レーダーとしては、目標捕捉用の293Q型および高角測定用の277Q型、航法用の975型を搭載した。293Q型は戦闘指揮所のTIU-2と連接されており、その目標情報は砲射撃指揮に用いることができた。また後に993型レーダーに換装された。
ソナーとしては、捜索用に174型、また海底捜索用に162型を搭載した。
また、これらのセンサーからの情報を総合・集中処理する区画として、戦闘指揮所（Action Information Organisation, AIO）も設置された。

### 武器システム
対潜艦たる本級の主兵装となるのが対潜兵器であり、当時設計が進められていた12型（ホイットビィ級）とほぼ同等となった。艦尾甲板後部に新開発のリンボー対潜迫撃砲2基を配置するとともに、両舷に2基ずつのMk.20「ビダー」対潜誘導魚雷のための魚雷発射管を搭載し、その間に予備魚雷4本を搭載する予定とされていた。しかし1953年にビダーの開発は頓挫したことから、実際に魚雷発射管を搭載したのは、その試験に従事していた「アルスター」のみであった。またリンボーの開発も遅延したことから、初期建造艦ではスキッドが搭載され、「ロケット」「リレントレス」でリンボーの試作機が搭載されたのち、後期建造艦ではこちらが装備化された。
艦砲としては45口径10.2cm連装砲（4インチ砲Mk.16）を船首楼甲板後端部に搭載し、射撃指揮装置としては盲目射撃可能なCRBF（Close Range Blind-Fire director）を装備した。また近距離用の対空兵器としては、56口径40mm連装機銃を艦橋上方ないし前方に搭載し、STD（Simple Tachymetric Director）の指揮を受けた。
なお、1956年12月の改修によって「グレンヴィル」の艦尾甲板にヘリコプター甲板が設置され、フェアリー ウルトラライト・ヘリコプターの運用試験に供された。これにより、同艦はフリゲートとして初めてヘリコプターを搭載・運用した艦となった。また「アンドーンテッド」にもヘリコプター甲板が設置され、1959年9月から12月にかけてウェストランド ワスプ中距離魚雷投射ヘリコプター（MATCH）を用いて、母艦のソナー情報に基づく攻撃指示が試験された。

## 運用

### イギリス海軍・南アフリカ海軍

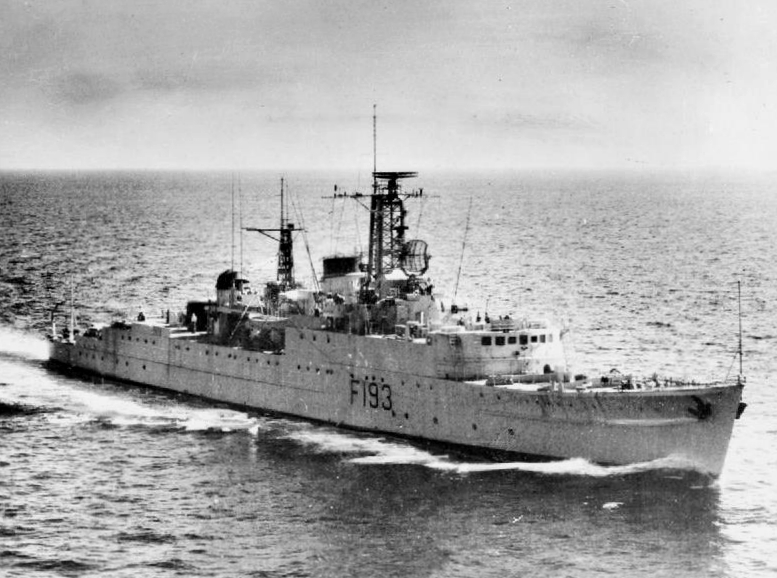
「ロケット」
15型フリゲートで標準的な閉鎖式艦橋を装備している。

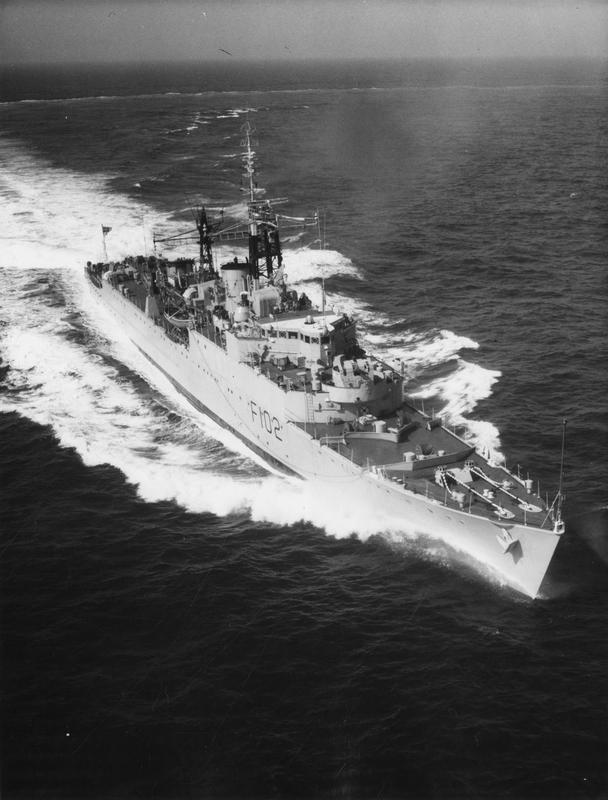
「ゼスト」(1958年撮影)
12型フリゲートと同型の艦橋を装備している。

1949年から1957年にいたる期間中に23隻が改装された。また、1957年に「ラングラー」が南アフリカ海軍に売却され、「フレイスタート」と改名されている。

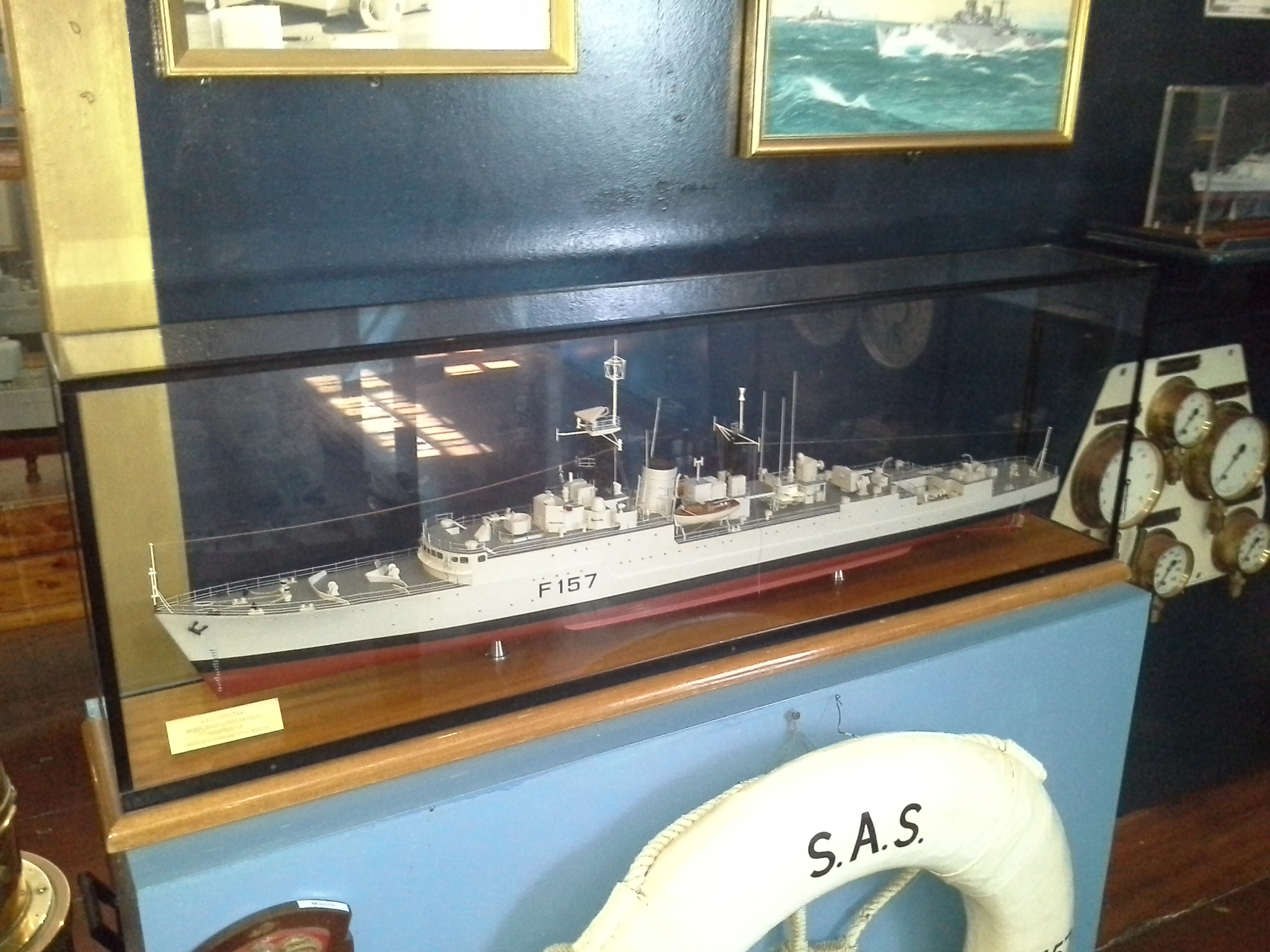
サイモンズタウンの南アフリカ海軍博物館に展示されている「フレイスタート」（旧「ラングラー」）の模型

| 原型 | 艦名                           | ペナントNo. | 旧ペナントNo. | 改装期間      | 最終状態                                                                                      |
| ---- | ------------------------------ | ----------- | ------------- | ------------- | --------------------------------------------------------------------------------------------- |
| R級  | ラピッド HMS Rapid             | F138        | H32           | 1952年-1953年 | 標的として処分（1981年）                                                                      |
| R級  | リレントレス HMS Relentless    | F185        | H85           | 1949年-1951年 | 解体（1971年）                                                                                |
| R級  | ロケット HMS Rocket            | F191        | H92           | 1949年-1951年 | 解体（1967年）                                                                                |
| R級  | ローバック HMS Roebuck         | F195        | H95           | 1952年-1953年 | 解体（1968年）                                                                                |
| T級  | トラウブリッジ HMS Troubridge  | F09         | R00           | 1955年-1957年 | 解体（1970年）                                                                                |
| U級  | グレンヴィル HMS Grenville     | F197        | R97           | 1953年-1954年 | 退役（1974年）、解体（1981）                                                                  |
| U級  | アルスター HMS Ulster          | F83         | R83           | 1953年-1956年 | 停泊練習船（1977年）、解体（1981年）                                                          |
| U級  | ユリシーズ HMS Ulysses         | F17         | R69           | 1952年-1953年 | 解体（1970年）                                                                                |
| U級  | アンドーンテッド HMS Undaunted | F53         | R53           | 1953年-1954年 | 標的として処分（1982年）                                                                      |
| U級  | アンディーン HMS Undine        | F141        | R42           | 1954年        | 解体（1965年）                                                                                |
| U級  | ウラニア HMS Urania            | F08         | R05           | 1953年-1954年 | 解体（1971年）                                                                                |
| U級  | アーチン HMS Urchin            | F196        | R99           | 1952年-1954年 | アルスター補修のため解体（1966年）                                                            |
| U級  | アーサ HMS Ursa                | F200        | R22           | 1953年-1954年 | 解体（1967年）                                                                                |
| V級  | ヴィーナス HMS Venus           | F50         | R50           | 1952年-1954年 | 解体（1972年）                                                                                |
| V級  | ヴェルラム HMS Verulam         | F29         | R28           | 1952年        | 解体（1972年）                                                                                |
| V級  | ヴィジラント HMS Vigilant      | F93         | R93           | 1951年-1952年 | 解体（1965年）                                                                                |
| V級  | ヴィラーゴ HMS Virago          | F76         | R75           | 1951年-1952年 | 解体（1972年）                                                                                |
| V級  | ヴォレイジ HMS Volage          | F41         | R41           | 1952年-1953年 | 解体（1965年）                                                                                |
| W級  | ウェイクフル HMS Wakeful       | F159        | R59           | 1952年-1953年 | 解体（1971年）                                                                                |
| W級  | ワールウィンド HMS Whirlwind   | F187        | R87           | 1953年-1954年 | 退役（1974年）、標的として処分（1974年）                                                      |
| W級  | ウィザード HMS Wizard          | F42         | R72           | 1954年        | 解体（1967年）                                                                                |
| W級  | ラングラー HMS Wrangler        | F157        | R48           | 1951年-1952年 | 南アフリカ海軍に売却、フレイスタート（SAS Vrystaat）に改名（1957年） 標的として処分（1976年） |
| Z級  | ゼスト HMS Zest                | F102        | R02           | 1954年-1956年 | 解体（1970年）                                                                                |

### オーストラリア海軍

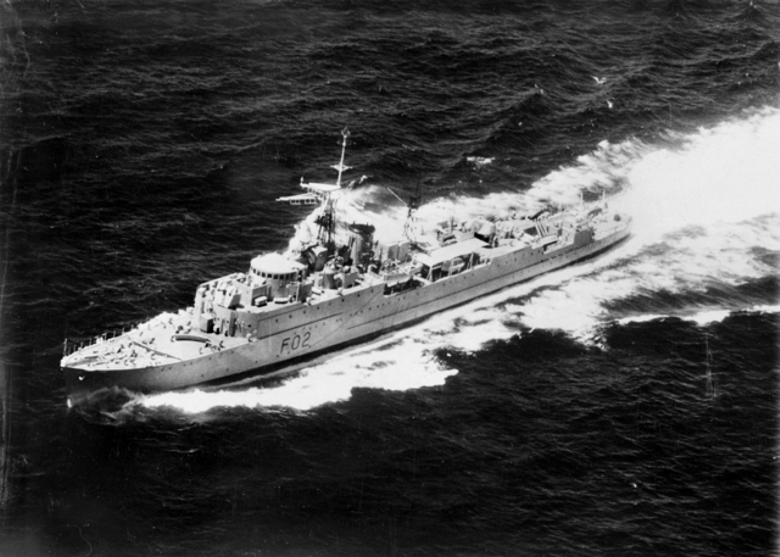
F02 クイーンボロー。マスト直前部に設置された艦橋構造物に注目。

オーストラリア海軍では、第二次世界大戦後にイギリス海軍から受領した5隻のQ級駆逐艦のうち、「クオリティHMS Quality」を除く4隻に15型フリゲートに準じる近代化改修を行った。
オーストラリア海軍の15型フリゲートは、基本構造はイギリス海軍の15型フリゲートによく似ているが、全艦の艦上構造物前部の40mm連装機関砲とマストの間には「トラウブリッジ」「アルスター」「ゼスト」と同様に閉鎖型の艦橋を設けているのが特徴である。
また、対潜兵装についてはクォードラントがスキッドを装備しているが、他の3隻は全てリンボーを装備している。
| 原型 | 艦名                             | ペナントNo. | 旧ペナントNo. ※豪海軍時代 | 改装期間      | 最終状態                                          |
| ---- | -------------------------------- | ----------- | ------------------------- | ------------- | ------------------------------------------------- |
| Q級  | クォードラント HMAS Quadrant     | F01         | G11 D11                   | 1950年-1953年 | 日本にて解体（1963年）                            |
| Q級  | クイーンボロー HMAS Queenborough | F02 57      | G70 D270                  | 1950年-1954年 | 対潜訓練艦に転用（1966年） 香港にて解体（1975年） |
| Q級  | キベロン HMAS Quiberon           | F03         | G81 D20 D281              | 1950年-1957年 | 日本にて解体（1972年）                            |
| Q級  | クイックマッチ HMAS Quickmatch   | F04         | G92 D21 D292              | 1950年-1955年 | 日本にて解体（1972年）                            |

### カナダ海軍

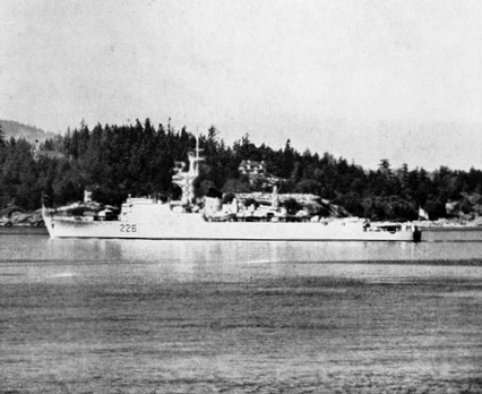
DDE-226 クレセント。

カナダ海軍では、第二次世界大戦中もしくは大戦後にイギリス海軍から譲渡されたV級駆逐艦とCr級駆逐艦のうち、それぞれ1隻ずつに15型フリゲートに準じる改修を行った。
基本的な改装はイギリス海軍やオーストラリア海軍の15型フリゲートと同じであるが、火砲はイギリス製4インチ連装砲とアメリカ製Mk.33 3インチ連装速射砲をそれぞれ1基ずつ装備していることや、対潜兵器についてもイギリス製のリンボー対潜迫撃砲のほかにアメリカ製Mk.43魚雷用のMk.4落射機を装備しており、レーダーもアメリカ製のAN/SPS-6C 対空レーダーやAN/SPS-10 対水上レーダーを装備するなど、装備面におけるアメリカ海軍の影響が強い。
|          | アルゴンキンHMCS Algonquin V級駆逐艦        | クレセントHMCS Crescent Cr級駆逐艦        |
| -------- | ------------------------------------------- | ----------------------------------------- |
| # 旧/新  | R17/DDE-224                                 | R16/DDE-226                               |
| 改装期間 | 1952年-1953年                               | 1953年-1956年                             |
| 最終状態 | 1971年、台湾にて解体                        | 1971年解隊                                |
| 排水量   | 満載: 2,700 t                               | 満載: 2,700 t                             |
| 全長     | 110.6m                                      | 110.64m                                   |
| 全幅     | 11.0m                                       | 10.97m                                    |
| 吃水     | 3.5m                                        | 3.66m                                     |
| 機関     | アドミラルティ型三缶式ボイラー×2基          | アドミラルティ型三缶式ボイラー×2基        |
| 機関     | パーソンズ・ギヤード蒸気タービン×2基        |                                           |
| 機関     | スクリュープロペラ×2軸 (40,000 shp)         |                                           |
| 最高速力 | 36.75 kt                                    | 36.75 kt                                  |
| 通常速力 | 31.25 kt                                    | 31.25 kt                                  |
| 乗員     | 244名                                       | 250名                                     |
| 兵装     | Mk.33 3インチ連装砲 ×1基（前部砲塔）        | QF 4インチ Mk.XVI 連装砲 ×1基（前部砲塔） |
| 兵装     | QF 4インチ Mk.XVI 連装砲 ×1基（後部砲塔）   | Mk.33 3インチ連装砲 ×1基（後部砲塔）      |
| 兵装     | ボフォース 40mm単装機関砲 Boffin ×2基       |                                           |
| 兵装     | Mk.10 リンボー対潜迫撃砲 ×2基               |                                           |
| 兵装     | Mk.4 単装魚雷投射機 ×2基 （Mk.43魚雷        |                                           |
| FCS      | Mk.63 砲FCS                                 | Mk.63 砲FCS                               |
| レーダー | AN/SPS-6C 対空捜索用                        | AN/SPS-6C 対空捜索用                      |
| レーダー | AN/SPS-10 対水上捜索用                      |                                           |
| レーダー | スペリーMk.2 航法用                         |                                           |
| レーダー | SPG-34 砲FC用 ×2基 ※Mk.63 FCSのサブシステム |                                           |
| ソナー   | SQS-501(162型：目標識別用)                  | SQS-501(162型：目標識別用)                |
| ソナー   | SQS-502(170型：攻撃用)                      |                                           |
| ソナー   | SQS-10 捜索用                               |                                           |
| ソナー   | SQS-504 可変深度式                          |                                           |
| 電子戦   | AN/WLR-1C 電波探知装置                      | 不明                                      |
| 電子戦   | UPD-501 方向探知装置                        | 不明                                      |
| 電子戦   | SRD-501 HF/DF                               | 不明                                      |

## 登場作品
『駆逐艦ベッドフォード作戦』
作中に登場する架空のファラガット級駆逐艦「DLG-113 ベッドフォード」の艦上シーン等の撮影に、「トラウブリッジ」と「ウェイクフル」が使用されている。

## 参照項目
ウィキメディア・コモンズには、15型フリゲートに関するカテゴリがあります。
- 16型フリゲート - 駆逐艦の船体を利用した、15型より限定的な改装。
- 艦隊再建近代化計画（Fleet Rehabilitation and Modernization：FRAM）（英語版） - アメリカ海軍における、戦時量産型駆逐艦（フレッチャー級 / アレン・M・サムナー級 / ギアリング級）の近代化改装。